# FK Željezničar Sarajevo
Maillots
Le FK Željezničar Sarajevo est un club de football bosnien basé à Sarajevo et fondé en 1921.
Rattaché au club omnisports SD Željezničar (en), considéré comme le club de la compagnie des chemins de fer, il entretient une grande rivalité avec l'autre club de la capitale de Bosnie-Herzégovine, le FK Sarajevo. Au temps de la Yougoslavie, Zeljo participe au championnat fédéral, qu'il remporte une fois, en 1972, et atteint les demi-finales de la coupe UEFA en 1985. Il est en 2018 le club le plus titré du championnat de Bosnie-Herzégovine (avec six couronnes).
Le mot « Željezničar » veut dire « cheminot » en bosnien.

## Historique
Željezničar est fondé le 19 septembre 1921 par un groupe de cheminots, métier dont il tire son nom. Il y a à cette époque plusieurs autres clubs à Sarajevo, mais qui sont souvent liés à un groupe ou une communauté particulière (Bosniaques, Serbes de Bosnie, Croates de Bosnie, Juifs de Bosnie, etc.). A contrario, ce nouveau club se veut ouvert à tous. Privé de ce fait de soutien financier, le club doit de plus assumer son multi-culturalisme, vu comme une menace par certains[réf. nécessaire], ce qui lui vaut d'être fermé et rouvert à plusieurs reprises.
En 1941, la Seconde Guerre mondiale interrompt les compétitions sportives dans le pays. Le club reprend son activité après guerre, alors que de nombreux anciens membres sont morts au combat et dans la résistance. Vainqueur du championnat de Bosnie en 1946, Zeljo participe à la première édition d'après guerre du championnat de Yougoslavie lors de la saison 1946-1947, à l'issue de laquelle il est relégué en deuxième division et remplacé par le FK Sarajevo, fondé l'année précédente avec le soutien de la Ligue communiste de Bosnie-Herzégovine, qui s'impose ainsi comme son grand rival local.
De retour en première division en 1953, Željezničar fait partie de la première division la plupart du temps de la Yougoslavie. Relégué à trois reprises (la dernière fois en 1977), le club retrouve à chaque fois sa place dans l'élite la saison suivante. Troisième du championnat lors de la saison 1962-1963, le club se qualifie pour la première fois pour la coupe Mitropa la saison suivante. En 1971, Zeljo termine au deuxième rang, et se qualifie ainsi pour la première fois à la coupe UEFA.
La saison suivante est l'une des plus glorieuses de l'histoire du club, puisque Željezničar remporte pour la première fois le championnat de Yougoslavie et atteint les quarts de finale de la coupe d'Europe, éliminant au passage les Italiens de Bologne, où il ne s'incline qu'aux tirs au but face à Ferencváros. Le club compte alors dans ses rangs des joueurs comme Josip Katalinski, Enver Hadžiabdić, Božo Janković, Blagoje Bratic (en), Edin Spreco, Josip Bukal, souvent internationaux yougoslaves.
En 1981, Željezničar atteint la finale de la coupe de Yougoslavie, mais s'incline face aux Bosniaques du Velež Mostar (3-2). Quatre ans plus tard, l'entraîneur Ivica Osim mène l'équipe jusqu'en demi-finale de la coupe UEFA, où elle affronte les Hongrois de Videoton. Défaits 3-1 à l'aller, les Bosniaques rattrapent leur retard au match retour en marquant deux buts mais encaissent un but fatal en toute fin de match, laissant ainsi les Hongrois défier le Real Madrid en finale.
Cet épisode est le dernier moment de gloire du club avant l'explosion de la Yougoslavie et la guerre de Bosnie-Herzégovine en découlant. De 1992 à 1994, les activités du club sont suspendues, tandis que le stade Grbavica est occupé militairement. De nombreux joueurs, tels que Mario Stanic, Rade Bogdanović, Gordan Vidovic ou Suad Katana quittent le club pour fuir les combats.
En 1994-1995, Željezničar participe à la première édition du championnat de Bosnie-Herzégovine. En 1998, le club remporte la première édition du championnat réunissant les clubs bosniaques et serbes, battant en finale le FK Sarajevo (1-0). De nouveau champion en 2001 et 2002, puis trois fois deuxième du championnat, le club de Sarajevo possède alors une des meilleures équipes du pays et participe donc régulièrement à la coupe d'Europe, et notamment aux tours préliminaires de la Ligue des champions (sans qu'il ne parvienne à se qualifier, éliminé par le Levski Sofia en 2001 et Newcastle United, au troisième tour, en 2002). La suite des années 2000 voit le club, qui fait face à des problèmes de direction, obtenir des résultats décevants, jusqu'au retour de l'entraîneur Amar Osim, qui mène le club à un quatrième titre en championnat de Bosnie-Herzégovine en 2010. C'est alors que démarre la domination nationale du club, avec un podium en 2011 puis deux titres en 2012 et 2013, à quoi il faut ajouter des coupes nationales remportées en 2011 et 2012.
Le club ne parvient pas à conserver son titre en 2014 et se classe à la deuxième place du championnat après avoir été pourtant sacré champion d'automne en décembre 2013.

## Bilan sportif

### Palmarès
- Championnat de Bosnie-Herzégovine (6) :
  - Champion : 1998, 2001, 2002, 2010, 2012 et 2013
  - Vice-champion : 2003, 2004,2005, 2015, 2017, 2018, 2020

- Coupe de Bosnie-Herzégovine (6) :
  - Vainqueur : 2000, 2001, 2003, 2011, 2012 et 2018
  - Finaliste : 2002, 2010, 2013

- Supercoupe de Bosnie-Herzégovine (3) :
  - Vainqueur : 1998, 2000 et 2001

- Championnat de Yougoslavie (1) :
  - Champion : 1972
  - Vice-champion : 1971

- Coupe UEFA :
  - Meilleure performance : demi-finaliste en 1985

### Bilan européen
Légende
- Victoire ou qualification pour le tour suivant
- Match nul
- Défaite ou élimination de la compétition

Note : dans les résultats ci-dessous, le score du club est toujours donné en premier
| Saison    | Compétition                | Tour                | Club                  | Domicile | Extérieur | Total             |
| --------- | -------------------------- | ------------------- | --------------------- | -------- | --------- | ----------------- |
| 1970-1971 | Coupe des villes de foires | 32es de finale      | RSC Anderlecht        | 3 - 4    | 4 - 5     | 7 - 9             |
| 1971-1972 | Coupe UEFA                 | 32es de finale      | Club Bruges           | 3 - 0    | 1 - 3     | 4 - 3             |
| 1971-1972 | Coupe UEFA                 | Seizièmes de finale | Bologna FC            | 1 - 1    | 2 - 2     | 3E - 3            |
| 1971-1972 | Coupe UEFA                 | Huitièmes de finale | St Johnstone FC       | 5 - 1    | 0 - 1     | 5 - 2             |
| 1971-1972 | Coupe UEFA                 | Quarts de finale    | Ferencváros TC        | 1 - 2 ap | 2 - 1     | 3 - 3 (4 - 5 tab) |
| 1972-1973 | Coupe des clubs champions  | Seizièmes de finale | Derby County          | 1 - 2    | 0 - 2     | 1 - 4             |
| 1984-1985 | Coupe UEFA                 | 32es de finale      | PFC Sliven            | 5 - 1    | 0 - 1     | 5 - 2             |
| 1984-1985 | Coupe UEFA                 | Seizièmes de finale | FC Sion               | 2 - 1    | 1 - 1     | 3 - 2             |
| 1984-1985 | Coupe UEFA                 | Huitièmes de finale | Universitatea Craiova | 4 - 0    | 0 - 2     | 4 - 2             |
| 1984-1985 | Coupe UEFA                 | Quarts de finale    | Dinamo Minsk          | 2 - 0    | 1 - 1     | 3 - 1             |
| 1984-1985 | Coupe UEFA                 | Demi-finales        | Videoton FC           | 2 - 1    | 1 - 3     | 3 - 4             |
| 1998-1999 | Coupe UEFA                 | Premier tour Q      | Kilmarnock FC         | 1 - 1    | 0 - 1     | 1 - 2             |
| 2000-2001 | Coupe UEFA                 | Tour préliminaire   | Wisła Cracovie        | 0 - 0    | 1 - 3     | 1 - 3             |
| 2001-2002 | Ligue des champions        | Premier tour Q      | Levski Sofia          | 0 - 0    | 0 - 4     | 0 - 4             |
| 2002-2003 | Ligue des champions        | Premier tour Q      | ÍA Akranes            | 3 - 0    | 1 - 0     | 4 - 0             |
| 2002-2003 | Ligue des champions        | Deuxième tour Q     | Lillestrøm SK         | 1 - 0    | 1 - 0     | 2 - 0             |
| 2002-2003 | Ligue des champions        | Troisième tour Q    | Newcastle United      | 0 - 1    | 0 - 4     | 0 - 5             |
| 2002-2003 | Coupe UEFA                 | 64es de finale      | Málaga CF             | 0 - 0    | 0 - 1     | 0 - 1             |
| 2003-2004 | Coupe UEFA                 | Tour préliminaire   | Anorthosis Famagouste | 1 - 0    | 3 - 1     | 4 - 1             |
| 2003-2004 | Coupe UEFA                 | 64es de finale      | Heart of Midlothian   | 0 - 0    | 0 - 2     | 0 - 2             |
| 2004-2005 | Coupe UEFA                 | Premier tour Q      | SS Pennarossa         | 4 - 0    | 5 - 1     | 9 - 1             |
| 2004-2005 | Coupe UEFA                 | Deuxième tour Q     | Litex Lovetch         | 1 - 2    | 0 - 7     | 1 - 9             |
| 2010-2011 | Ligue des champions        | Deuxième tour Q     | Hapoël Tel-Aviv       | 0 - 1    | 0 - 5     | 0 - 6             |
| 2011-2012 | Ligue Europa               | Deuxième tour Q     | Sheriff Tiraspol      | 1 - 0    | 0 - 0     | 1 - 0             |
| 2011-2012 | Ligue Europa               | Troisième tour Q    | Maccabi Tel-Aviv      | 0 - 2    | 0 - 6     | 0 - 8             |
| 2012-2013 | Ligue des champions        | Deuxième tour Q     | NK Maribor            | 1 - 2    | 1 - 4     | 2 - 6             |
| 2013-2014 | Ligue des champions        | Deuxième tour Q     | Viktoria Plzeň        | 1 - 2    | 3 - 4     | 4 - 6             |
| 2014-2015 | Ligue Europa               | Premier tour Q      | Lovćen Cetinje        | 0 - 0    | 1 - 0     | 1 - 0             |
| 2014-2015 | Ligue Europa               | Deuxième tour Q     | Metalurg Skopje       | 2 - 2    | 0 - 0     | 2 - 2E            |
| 2015-2016 | Ligue Europa               | Premier tour Q      | Balzan FC             | 1 - 0    | 2 - 0     | 3 - 0             |
| 2015-2016 | Ligue Europa               | Deuxième tour Q     | Ferencváros TC        | 2 - 0    | 1 - 0     | 3 - 0             |
| 2015-2016 | Ligue Europa               | Troisième tour Q    | Standard de Liège     | 0 - 1    | 1 - 2     | 1 - 3             |
| 2017-2018 | Ligue Europa               | Premier tour Q      | Zeta Golubovci        | 1 - 0    | 2 - 2     | 3 - 2             |
| 2017-2018 | Ligue Europa               | Deuxième tour Q     | AIK Solna             | 0 - 0    | 0 - 2     | 0 - 2             |
| 2018-2019 | Ligue Europa               | Premier tour Q      | Narva Trans           | 3 - 1    | 2 - 0     | 5 - 1             |
| 2018-2019 | Ligue Europa               | Deuxième tour Q     | Apollon Limassol      | 1 - 2    | 1 - 3     | 2 - 5             |
| 2020-2021 | Ligue Europa               | Premier tour Q      | Maccabi Haïfa         | N/A      | 1 - 3     | 1 - 3             |
| 2023-2024 | Ligue Europa Conférence    | Premier tour Q      | Dinamo Minsk          | 2 - 2    | 2 - 1     | 4 - 3             |
| 2023-2024 | Ligue Europa Conférence    | Deuxième tour Q     | Neftchi Bakou         | 2 - 2    | 0 - 2     | 2 - 4             |
| 2025-2026 | Ligue Conférence           | Premier tour Q      | FC Koper              | 1 - 1    | 1 - 3     | 2 - 4             |

## Infrastructures

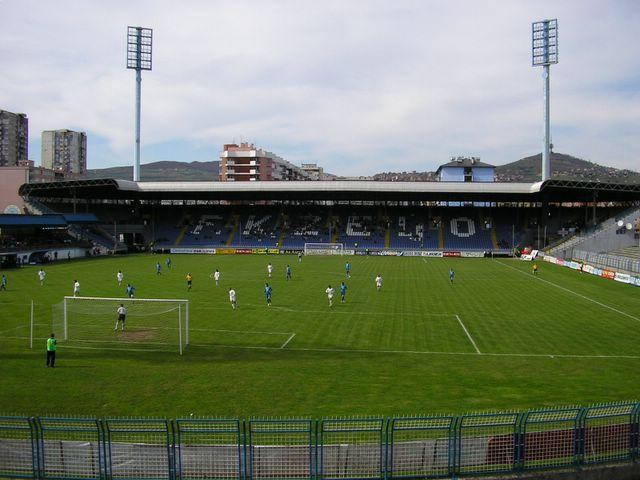
Stade Grbavica de Sarajevo

Željezničar joue ses matchs sur le Stade Grbavica. Le stade a eu 3 rénovations entre 1953 et 1976 quand la tribune de sud a été renouvelée. Le stade ne correspond pas aux critères de l'UEFA, alors FC Željezničar joue ses matchs sur le stade Grbavica d'une capacité de 16000 places.